# Olof Stahre
Nils Olof Stahre, né le 19 avril 1909 à Lerum et mort le 7 mars 1988 à Blentarp, est un cavalier suédois de concours complet. 
Aux Jeux olympiques d'été de 1948 à Londres, il remporte la médaille d'argent par équipe avant d'obtenir l'or par équipe aux Jeux olympiques d'été de 1952 à Helsinki.